# ナレーター一覧
ナレーター一覧（ナレーターいちらん）は、ナレーションの仕事をする者（ナレーター）の五十音順一覧である。

## 日本

### あ行
- 愛川欽也
- 相川浩
- あおい洋一郎
- 青野武
- 赤坂泰彦
- 明石一
- 芥川隆行
- 麻生智久
- 雨蘭咲木子
- 鮎貝健
- あんべあつし
- 伊倉一恵
- 池澤春菜
- 池水通洋
- 池谷広大
- 板倉光隆
- 石井正則
- 石川悦子
- 石川英郎
- 石榑順子
- 石坂浩二
- 石塚運昇
- 石丸謙二郎
- 石丸博也
- いずみ尚
- 磯部弘
- 市川展丈
- 一条和矢
- 市原悦子
- 市村正親
- 一龍斎貞弥（旧名：原亜弥）
- 一龍斎貞友（旧名：鈴木みえ）
- 伊津野亮
- 伊藤健太郎
- 稲田徹
- 稲葉実
- 犬山イヌコ
- 井上和彦
- 井上喜久子
- 井上真樹夫
- 伊武雅刀
- 今沢カゲロウ
- いわいのふ健
- 岩男潤子
- 岩尾康延
- 岩尾良二
- 上田彰
- 上田早苗
- うちの陽子
- 内海賢二
- 梅津秀行
- 梅宮辰夫
- 浦野光
- 衛藤利恵
- 江原正士
- 蛭子能収
- えもりえりこ
- 江守徹
- 江森浩子
- 絵梨華
- 遠藤久美子
- 大江戸よし々（旧名：大江吉史）
- 大倉マヤ
- 大沢悠里
- 太田真一郎
- 大滝秀治
- 大谷育江
- 大塚明夫
- 大塚芳忠
- 大橋俊夫
- 大場真人
- 大原さやか
- 大平透
- 岡田健志
- 緒方賢一
- 緒形直人
- 大森章督
- 置鮎龍太郎
- 奥田民義
- 小倉智昭
- 小倉久寛
- オダギリジョー
- 織田優成
- 小野厚徳
- 小野坂昌也
- 小野田英一
- 小野寺一歩
- 小幡研二

### か行
- 掛川裕彦
- 梶原しげる
- 桂文珍
- 勝生真沙子
- 加藤賢崇
- 加藤みどり
- かないみか
- 金沢寿一
- 蟹江敬三
- 上川隆也
- 神谷明
- 神谷浩史
- 川平慈英
- 川島千代子
- 川下大洋
- キートン山田
- 岸田今日子
- きしめん
- 北島さつき
- 来宮良子
- 木原実
- 木部ショータ
- 木村匡也
- 銀河万丈
- 窪田等
- 久米明
- クリス・ペプラー
- 黒沢良
- 黒田治
- 桑島法子
- ケイ・グラント
- 玄田哲章
- コーイチ
- こうたろう
- 郷里大輔
- 小桜エツコ
- 小島一慶
- 小杉十郎太
- 此島愛子
- 小早川正昭
- 小林薫
- 小林克也
- 小林清志
- 小林星蘭
- 小林俊夫
- 小松由佳
- 小宮和枝
- 小山ジャネット愛子
- 小山茉美

### さ行
- 斉藤茂一
- 阪井あかね
- 坂井一郎
- 酒井法子
- 坂口哲夫
- 坂上みき
- 榊原良子
- 佐久間なつみ
- 坂本知子
- 桜井ういよ
- 桜井洋子
- 佐々木功
- 佐々木蔵之介
- 佐竹海莉
- 佐藤アサト（旧佐藤朝問）
- 佐藤藍子
- 佐藤賢治
- さとう珠緒
- 沢木郁也
- 篠原さなえ
- 篠原ともえ
- 柴田秀勝
- 柴山平和
- 四本木典子
- 島津冴子
- 島本須美
- 島よしのり
- 下條アトム
- 城達也
- ジョン・カビラ
- しんえもん
- すずきあすか
- 鈴木英一郎
- 鈴木史朗
- 鈴木博（旧　鈴木博紀）
- 鈴木まどか
- 鈴木麻里子
- 鈴木裕介
- 住友優子
- 生野文治
- 杉山佳寿子
- 杉本るみ
- スラージ・ガジリア
- 諏訪部順一
- 関口伸
- 関根明子
- 申徹也
- 瀬水暁
- 園崎未恵

### た行
- 高木礼子
- 高田裕司
- 高塚正也
- 高戸靖広
- 髙橋あやな
- 高山みなみ
- 滝口順平
- 宅麻仁
- 武居“M”征吾
- 武田広
- 田口トモロヲ
- 田子千尋
- 立木文彦
- 龍田直樹
- 立川志の輔
- 田中総一郎
- 田中信夫
- 田中秀幸
- 田中真弓
- 田中陽一郎
- 田中んぴゅーたー
- 谷育子
- 谷口節
- 谷田歩
- 谷藤リョーコ
- 田畑智子
- 多比良健
- 玉川砂記子
- 玉川美沙
- 田丸楓
- TARAKO
- 垂木勉
- 近石真介
- 近田和生
- 千葉真一
- 千葉繁
- 茅原実里
- 茶風林
- チョー（旧長嶋雄一）
- 津嘉山正種
- 津野まさい
- 鶴ひろみ
- 鶴岡慶子
- T'BONE
- 寺瀬今日子
- 寺尾聰
- 寺田農
- 十日市秀悦
- 飛田展男
- 戸谷公次
- 戸次重幸
- 富田耕生
- 冨永みーな
- 富山敬

### な行
- DJ.ナイク（旧内藤剛（ないとう・たかし））
- 永井一郎
- 中井和哉
- 中江真司
- 中里雅子
- 中島沙樹
- 中田譲治
- 中西妙子
- 中村勘太郎
- 中村啓子
- 中村大樹
- 中村正
- 中村千絵
- 中村梅雀
- 中村秀利
- 夏菜
- 夏八木勲
- 納谷悟郎
- 納谷六朗
- 奈良岡朋子
- 難波圭一
- 西原さおり
- 西村知道
- 丹羽一貴
- 沼尾ひろ子
- 根岸朗
- 野沢那智
- 野沢雅子
- 野島昭生
- 野田圭一
- 能登麻美子
- nona（旧舘野美穂）

### は行
- バカボン鬼塚
- 羽佐間道夫
- 橋本のりこ
- 畑中ふう
- バッキー木場
- 服部潤
- 服部伴蔵門
- 浜田治貴
- 濱田マリ
- 浜村淳
- 原田知世
- 原田伸郎
- 原マスミ
- 針谷桂樹
- 林田尚親
- 林原めぐみ
- 速水奨
- ピエール瀧
- 樋口みつき
- 日髙のり子
- 秀島史香
- 一青妙
- ひびきえいこ
- 平田広明
- 平塚裕子
- 平野綾
- 平野義和
- 広川太一郎
- 広中雅志
- 深見梨加
- 福澤朗
- 福士秀樹
- 福士惠二
- 福留功男
- 藤崎照彦
- 藤田勇児
- 藤村俊二
- 藤本隆行
- 藤本幸利
- 藤原啓治
- ふとがね金太
- 古川登志夫
- 古谷徹
- 逸見友惠
- 星河舞
- 堀井美香
- 堀内賢雄
- 堀尾雅彦
- 堀場亮佑
- 堀秀行
- ボンバー森尾

### ま行
- マイケル・リース
- 前田敦子
- 槇大輔
- 政宗一成
- 益岡徹
- 増岡弘
- 増谷康紀
- 間瀬凛
- 真地勇志
- 松岡由貴
- 松尾貴史
- 松尾明子
- 松尾佳子
- 松来未祐
- 松田佑貴
- 松野太紀
- 松野芳子
- 松比良直樹
- 松本光生
- 松本大
- 松本まりか
- まつもとみわ
- 真中了
- マリリン山田
- 三木俊英
- 満仲由紀子
- 水樹奈々
- 水島裕
- 三石琴乃
- 光浦靖子
- 三嶋真路
- 皆川純子
- 皆口裕子
- 峰剛一
- みのもんた
- 三原徹司
- 三村ロンド
- 都さゆり
- 宮川美保
- 宮田浩徳
- 宮林康
- 宮本隆治
- みんしる
- むたあきこ
- 村井かずさ
- 村越伊知郎
- 村瀬克輝
- 宗方脩
- 望月久代
- MODOKI
- 森功至
- 森沢幸
- 森本毅郎
- 森本レオ
- 森山周一郎
- モンスター前塚

### や行
- 柳生博
- 矢島正明
- 安富史郎
- 安元洋貴
- 柳沢三千代
- 八奈見乗児
- 山崎優
- 山崎和佳奈
- 山崎岳彦
- ヤマダケイコ
- 山田隆夫
- 山田ルイ53世（髭男爵）
- 山寺宏一
- 山本和之
- 山本圭子
- 山本由美
- 山本百合子
- 屋良有作
- 優香
- ゆかな
- ユッキー
- 吉岡秀隆
- 吉田孝
- 米本千珠

### ら行
- 乱一世
- 龍谷修武

### わ行
- 若本規夫
- 若山弦蔵
- 渡辺篤史
- 渡辺いっけい
- 渡辺克己
- 渡辺徹
- 渡辺真理
- わたなべヨシコ

## アメリカ合衆国
- デヴィッド・ウォルシュ
- ドン・ラフォンティーヌ
- ジョン・C・ハイク
- マイク・ロウ
- マイケル・ネイシュタット
- ドミニク・アレン